# ریخارد فالبر
ریخارد فالبر (چکی: Richard Falbr؛ زادهٔ ۲۹ سپتامبر ۱۹۴۰) سیاستمدار اهل کشور جمهوری چک، و عضو پارلمان اروپا (MEP) از سال ۲۰۰۴ تا ۲۰۱۴ به نمایندگی از حزب سوسیال دموکرات چک، بخشی از حزب سوسیالیست‌های اروپایی است.